# Golf (videogioco 1984)
Golf (ゴルフ?, Gorufu) è un videogioco sportivo basato sull'omonimo sport, pubblicato nel 1984 da Nintendo per Nintendo Entertainment System. Titolo di lancio della console, il gioco ha ricevuto diverse conversioni, tra cui due versioni arcade, una delle quali nota come VS. Golf.

## Modalità di gioco
Golf presenta tre diverse modalità di gioco: stroke play in giocatore singolo, doppio stroke play in multigiocatore o match play. Nel gioco sono presenti diciotto buche.
Il personaggio del giocatore uno ha la camicia bianca, le scarpe ed i pantaloni blu e la pallina da golf bianca, mentre quello del giocatore due la camicia rossa, le scarpe ed i pantaloni neri e la pallina rossa.
Questo è stato il primo gioco di golf ad avere la barra di potenza/precisione, divenuta poi standard.
Nella versione per Game Boy è possibile scegliere tra due possibili percorsi da 18 buche: Giappone e USA.

## Sviluppo
Golf è stato interamente sviluppato da Satoru Iwata. In onore del presidente di Nintendo, all'interno della console Nintendo Switch è presente un emulatore del Nintendo Entertainment System e una copia di Golf. Una versione del gioco per la console è distribuita da Hamster Corporation. Il videogioco è inoltre incluso nel catalogo NES di Nintendo Switch Online.
Il protagonista di Golf viene indicato come Mario nella versione occidentale del titolo, portando a considerare il gioco come primo capitolo della serie videoludica Mario Golf. Nella versione giapponese il golfista è indicato come Ossan, personaggio che apparirà anche nel videogioco Captain Rainbow.
Del gioco sono state realizzate due versioni coin-op, come titoli della Nintendo Vs. Series: VS. Golf (anche noto come VS. Stroke & Match Golf) e VS. Ladies Golf. Golf è stato distribuito per Game Boy Advance tramite Nintendo e-Reader, per Wii U tramite Virtual Console ed è inoltre incluso come minigioco in Animal Crossing.
Nove delle diciotto buche presenti nel gioco sono state inserite nel minigioco dedicato al golf in Wii Sports.